# テラプレータ
テラプレータ（Terra preta、ポルトガル語発音: [ˈtɛʁɐ ˈpɾetɐ]、ポルトガル語で「黒土」の意味）は、アマゾン盆地に見られる非常に黒く肥沃で、数千年前に先住民により人為的に醸成された土壌（アントロソル）の一種であり、「アマゾンの黒土」や「インディアンの黒土」とも呼ばれている。　ポルトガル語の正式名称は「テラプレータ・ド・インディオ」または「テラプレータ・デ・インディオ」（「インディオの黒土」の意味）である。テラプレータに似た名前の土壌テラムラータ（「ムラート土」）はより軽く茶色がかった色をしている。

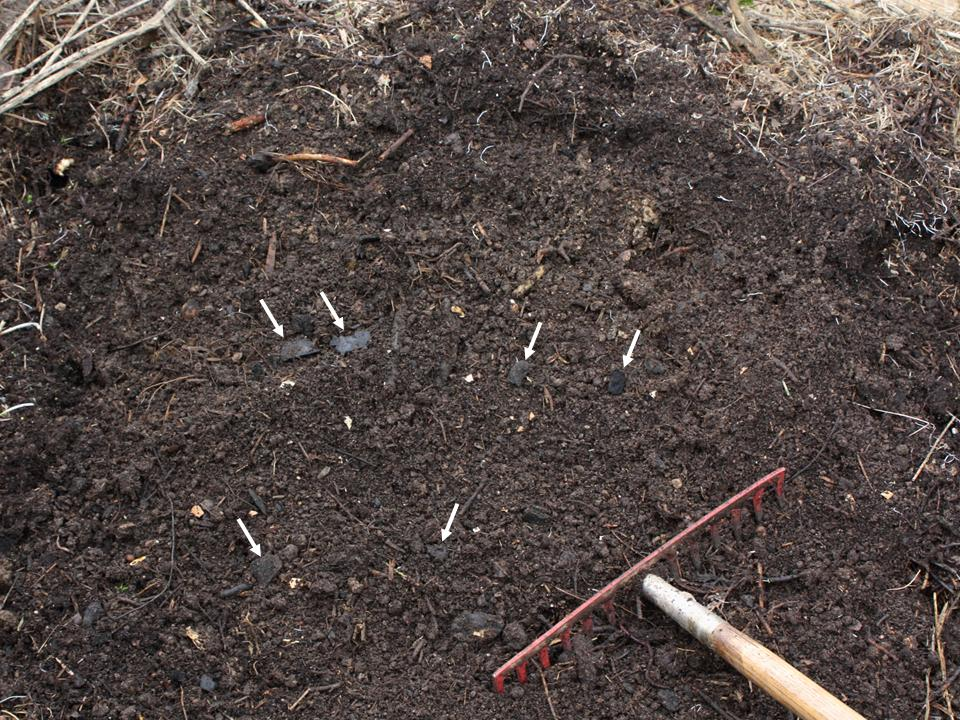
手作りのテラプレータ。白い矢印で示されているのが木炭の部分。

テラプレータは低い肥沃度のアマゾンの土壌に木炭、骨、砕かれた陶器、堆肥、および肥料を添加して作られたものである。 これは先住民の土壌管理とスラッシュアンドチャー農法の産物であり 、その特徴的な黒い色は風化したバイオ炭に由来する。　そのバイオ炭は安定で数千年にわたって土壌に残り、ミネラルと栄養素を結合し保持する。　テラプレータ土壌は、紀元前450年から紀元950年までの間に農耕共同体によって作られた。 土壌の深さは最大2メートル（6.6フィート）に達する。1年間で1センチメートルずつ自己再生する。
テラプレータは以下の特徴を有する：
- 低温で生成された木炭の残渣が高密度で存在している[4]
- 陶器の破片が多く含まれている
- 植物の残渣、動物の糞、魚や動物の骨などの有機物、および窒素、リン、カルシウム、亜鉛、マンガンなどの栄養素が豊富である[10]

テラプレータのような肥沃な土壌は、特定の生態系内で高い微生物活動および他の特定の特性を示す。
一般的にはテラプレータの地域はテラコム（または「コモン・ソイル」）と呼ばれ、主にアクリソル、フェラルソル、アレノソルなどの不毛な土壌に囲まれている。 アマゾンでスラッシュアンドバーン農法処理された土壌は、養分が雨や洪水によって消耗または流出されてしまい、農作上生産的なのは短期間だけなため、農民は新たな土地に移住して再び同じスラッシュアンドバーンを繰り返し、著しい環境破壊を引き起こす。 一方スラッシュアンドチャー農法で作られるテラプレータは対照的に高濃度のバイオ炭、微生物、有機物を含み、栄養分、ミネラル、微生物を蓄積し、流出に耐えるので新たな土地を破壊することは少ない。（「バイオ炭#スラッシュアンドチャー農法」も参照）

## 先住民による醸成

### 初期の理論
アマゾニアの黒い土壌の起源は後の開拓者たちにはすぐには明らかではなく、これらの土壌はより頻繁に高いテラスの眉に見られることから、アンデスの火山の噴火による降灰の結果と考えられていた。別の理論では、それが第三紀の湖または最近の池での堆積の結果であると考えられていた。

### 人為的な起源
炭素含有量が高く、陶器の残骸が一般的に存在する土壌は、食事の準備、調理用の火、動物や魚の骨、壊れた陶器などの残渣が蓄積されることで、住居の近くで偶然生成することがある。多くのテラプレータ土壌構造は、先住民住居の台所のゴミ置き場の下で形成されたと考えられているが、意図的に大規模に製造された可能性もある。　住居周辺の耕作地域は「テラムラータ」と呼ばれる。テラムラータの土壌は周囲の土壌よりも肥沃だがテラプレータほどではなく、おそらく炭を使用して意図的に改良されたものである。
この種の土壌は紀元前450年から紀元950年の間に、アマゾン盆地全体のさまざまな場所に現れた。 2021年に新たに提唱された仮説では、テラプレータは自然発生の可能性があり、先コロンブス期の人々が、貧栄養な地帯に散逸的に囲まれて存在した肥沃な土壌を意図的に利用し改良したものとしている。

### アマゾン先住民
アマゾン先住民は、酋長制（特に河川間地域において）や大きな町や都市さえも含む、複雑で大規模な社会形態を築いていた。 たとえばマラヨ島の文化は社会的な階層化を発展させ、10万人の人口を支えていた可能性がある。アマゾンの住民は、テラプレータを大規模な農業に適した土地にするために使用していた可能性がある。
16世紀のスペインの探検家Francisco de Orellanaはアマゾン川を最初に横断したヨーロッパ人で、川沿いに数百キロにわたる人口密集地域があり、現代を上回る人口レベルを示唆していると報告した。この主張を支持する証拠は0年から1250年の間の時期にさかのぼる地上絵の発見に加えテラプレータからも得られている。
その規模がどれほどであったにせよ、この文明は16世紀と17世紀の、天然痘などのヨーロッパからもたらされた疾病や奴隷狩りによる人口崩壊により消滅した。 定住農耕民族は植民地支配から逃れるためにより移動しながら耕作する農耕様式に適応し、定住してのテラプレータ利用はしなくなった可能性がある。スラッシュアンドチャー農法は、これらの条件に適応する手段であったと考えられる。

## 位置と分布
テラプレータ土壌は主にブラジルのアマゾン地域に見られ、Sombroekらによると、それらは少なくともアマゾニアの低い森林の0.1-0.3％（6,300-18,900平方キロメートル）をカバーしていると推定される。他の試算では面積を10.0％以上（イギリスの2倍の面積）と見積もっている。 最近のモデルによれば、テラプレータ土壌の範囲は森林の3.2％に達する可能性がある。
テラプレータは1箇所平均20ヘクタール（49エーカー）で、約360ヘクタール（890エーカー）のもあり、さまざまな気候、地質、地形の状況の中で見られる。 その分布は主要な水路に沿って東アマゾニアから中央盆地にかけて広がるか、または河川間（主に円形または両側で凸面のレンズの形状）に位置しておりその場合のサイズは平均1.4ヘクタール（3.5エーカー）ほどである。（アマゾン盆地のテラプレータサイトの分布マップ参照 サバンナ間に広がる熱帯森林は、主に人為的なものである可能性があり、これは世界中の農業と保全にとって重大な示唆を持つ。）
テラプレータの遺跡は、ボリビア、エクアドル、ペルー、フランス領ギアナなど南米大陸の他の地域に加え、ベナン、リベリア、南アフリカのサバンナなど、アフリカ大陸でも知られている。 

## 土壌学
国際土壌分類システムである「World Reference Base for Soil Resources (WRB)」では、テラプレータは「Pretic Anthrosol」と呼ばれている。テラプレータに変換される前の最も一般的な土壌はフェラルソルである。テラプレータのA層は、「高い」から「非常に高い」まで（有機物の13-14％以上）の炭素含有量だが、親水性の特性はない。 テラプレータには重要なバリエーションがありたとえば、住居に近い庭園は遠くの畑よりも多くの養分が供給された。 アマゾンの黒色土壌のバリエーションは、それらはそれぞれ土壌改良のために意図的に作られたものであるのか、最も黒くない土壌はその場所で人間が居住農耕したため貧栄養化したものであるのか、といったことは明らかにされていない。
テラプレータが体積と固定炭素を自ら増やすことは、1999年に初めて報告された。　Bechtoldは、土壌が深さ50センチメートルの位置で有機物の最少比率が2.0-2.5％以上の場合に、その土壌をテラプレータであると認めることを提案した。湿潤な熱帯土壌は有機物の分解に最適な条件なため、そのような豊潤な有機養分が土壌中に人為的起源なしに存在することはほぼあり得ないからである。　そのような熱帯条件と迅速な鉱化にもかかわらず、（テラプレータのような）人為的な土壌が自然に再生できることは注目に値する。　そこでの有機養分の安定性は主に、バイオマスが部分的にしか消費されないことによる。
テラプレータ土壌の形成段階は：
1. バイオ炭の生成
2. 養分の供給
3. 土壌中生物による熟成

以下それぞれについて述べる。

### バイオ炭の生成と化学
バイオマスをバイオ炭に変換する過程で、ピロジェニックまたはブラックカーボンとして知られる一連の木炭誘導体が生成する。これらは軽く焦がされた有機物から、すす粒子までさまざまである。 慣習的には木炭とは酸素/炭素（O/C）比が60未満の熱的または脱水的に変化した木質由来の部分炭化有機物であるが、より小さな値（すなわちより大きい炭素含有量）である定義も提案されている。 実際にはO/C比だけを決定して木炭（の元物質）を識別することはほとんど不可能であるため、その木炭が存在していた土壌の鉱物と木炭有機物との相互作用に注目した識別が用いられる。水素/炭素の割合（水素が多いほど炭化度が低い）や、芳香族カルボン酸（木炭中の黒鉛構造が酸化されて生成する化学構造）などの分子マーカーが第二の識別レベルとして使用される。
先住民は貧栄養な土壌に低温で作られたバイオ炭を添加した。一部のテラプレータでは、周囲の土壌の0.5％に対して最大9％のブラックカーボンが測定された。　他の測定では、炭素レベルが周囲のフェラルソルよりも70倍高く、おおよその平均値は50 ｍg/ha/mである。
テラプレータのバイオ炭の化学構造は、微生物の分解に対し生物学的・化学的安定性を有する多環芳香族環（ベンゼン環）構造によって特徴付けられる。バイオマスから生成した黒色炭素粒子は、何千年経っても多環芳香族環構造であり新鮮な木炭の分光特性を示す。その黒色炭素粒子の表面には、粒子の核とは構造的に異なるカルボン酸およびフェノール炭素の形態が高い割合で存在する。　
生成する多環芳香族環の構造は製造方法に依存する。 部分的な酸化反応によりカルボキシ基が生成し、これは土壌の陽イオン交換容量を増加させ、マグネシウムなどの栄養金属イオンやアンモニウムイオンの土壌への保持力を向上することで栄養素保持能力を発揮する。 適度な低温での炭化により、得られる木炭中に土壌バクテリアが摂取し棲息できる生物由来凝縮物の内部層が残り、土壌肥沃度を上げるのに対し、 高温での炭化はその層を残さず得られる炭化物は土壌肥沃度をほとんど向上させない。
主に集約的な耕作と人為的なダメージにより、世界的には農地は平均して50%の炭素を失っているが、フェラルソールにバイオ炭を添加すると、農耕生産性が大幅に向上する。 したがってこのようなバイオ炭粒子は、テラプレータが発揮する持続可能性にとって決定的な因子である。
バイオ炭粒子の養分と水分の吸収力はその多孔質の構造に起因する。　新しいバイオ炭を作って使う場合、その多孔構造やカルボン酸構造をまず養分やイオンで「チャージ」する必要がある。　実験によると新しいバイオ炭をそのまま土壌に加えると、その多孔構造を満たすまで一時的に土壌から逆に栄養分が吸収されたが、その新しいバイオ炭を尿、植物茶、ワームティーなどの液体栄養に2-4週間浸すことでその問題は克服された。　だがこの多孔構造は栄養分に加え 農薬などの汚染物質も保持してしまう。

### 養分の供給
テラプレータの高含量のバイオ炭粒子により、周囲の貧弱な土壌よりも平均して3倍量、 最大で150 g/kg もの有機養分が土壌に取り込まれ、その有機養分は深さ1-2メートルに達する。　リンは200-400 mg/kgに達する。　粉砕バイオ炭ではなく直径約20ミリメートルの木炭片を使用した土壌の実験では、マンガンの吸収が増加した以外は結果が変わらなかった。
現地土壌で生産できる栄養源は炭素（光合成を介して）と窒素（生物学的固定から）のみで他のすべての栄養塩（リン、カリウム、カルシウム、マグネシウムなど）は土壌に供給される必要がある。アマゾンでは、自然に存在する栄養供給は有機物分解由来のものを含め豪雨が洗い流してしまうため不足している。さらに自然の土壌（フェラルソル、アクリソル、リクソル、アレノソル、ウクソルなど）には栄養塩を供給する鉱物も不足している上、これらの土壌中の粘土質は、利用可能な栄養分のほんの一部しか保持できない。一方、人為的醸成土壌であるテラプレータの場合、以下の成分を含む：
- 人間および動物の排泄物（リンおよび窒素が豊富）
- 厨房のくず、動物の骨、カメの甲羅など（リンおよびカルシウムが豊富）
- 不完全な燃焼からの残渣（リン、カリウム、カルシウム、マグネシウムおよびバイオ炭が豊富）
- 陸生植物のバイオマス（例：堆肥）
- 水生植物のバイオマス（例：藻類）

### 土壌中生物による熟成
ミミズの一種（Pontoscolex corethrurus）は、木炭を摂取し鉱質土壌と細かく混ぜ合わせる（ミミズ堆肥）。アマゾン地域全体に広く分布しており、土壌中の有機物含有量が低いことに対する耐性から、特に焼畑の後の空き地によく見られる。 テラプレータ醸成において重要な土壌中生物であり、木炭をこのミミズの好む薄い層状に土壌に載せる農業知識に関連している。
新しいテラプレータはある種のアリが忌避する。

## 応用研究

### 合成テラプレータ
合成テラプレータ （またはネオ・テラプレータ）は、粉砕された粘土、血液と骨粉、肥料、およびバイオ炭を含むと考えられる原材料から構成された肥料であり、　粒子の性質を持ち、土壌のプロファイルを下方に移動させ、現行の土壌塊および凝集を適切な時間枠で改善する能力がある。 そのような混合物は、少なくともテラマラータの品質に達する複数の土壌を改良する。血液、骨粉、鶏の糞は、短期的な有機肥料として役立つ。 とりわけ土壌肥沃度を向上させる最も重要でユニークな成分は、おそらく4,000年から10,000年前に徐々に取り込まれたと考えられている炭素である。 その成分を代用するバイオ炭は土壌の酸性を緩和し、土壌に混合する前にあらかじめ養分の豊富な液体に浸すことで（養分を「チャージ」する）吸収した養分を徐々に放出し、またその高い多孔性の構造は土壌中微生物に棲息地を提供する。
平均的な貧弱な熱帯土壌は、バイオ炭と凝縮煙の添加によって合成テラプレータとして肥沃化できる。 テラプレータ再生は、（地球温暖化の解決策の一としての）炭素隔離の重要な手段であり、同時に大規模農業による世界的な土壌肥沃度の低下およびそれに付随する砂漠化を逆転させる可能性がある。経済的に実現可能なプロセスであり、現代の農業に応用可能なものが目標である。
ツリールーサン（Cytisus proliferus）は、合成テラプレータを作るために使用される肥料樹木の一例である。Embrapaなどの企業やその他ブラジルの組織によって、これらの土壌を再現しようとする取り組みが進められている。
合成テラプレータは、ペルーのハイアマゾンにあるSachamama Center for Biocultural Regenerationで作られている。この地域には多くのテラプレータゾーンがあり、すなわちこの人為的土壌はアマゾンの盆地部だけでなく、より標高の高い場所でも作ることが可能である。　Alfons-Eduard Krieger によっても、高い腐植質で栄養豊富で水を吸着する土壌としてその生産プロセスが開発された。

### テラプレータによる衛生処理
テラプレータ・サニテーションシステムは、乾燥トイレでの乳酸性状態の影響と、その後のミミズ堆肥化による処理を利用した代替衛生オプションとして研究されている。

## 引用
1. 1 2  Schmidt, Morgan J.; Goldberg, Samuel L.; Heckenberger, Michael; Fausto, Carlos; Franchetto, Bruna; Watling, Jennifer; Lima, Helena; Moraes, Bruno et al. (2023-09-22). “Intentional creation of carbon-rich dark earth soils in the Amazon” (英語). Science Advances 9 (38). doi:10.1126/sciadv.adh8499. ISSN 2375-2548.
2. 1 2 3  “Discovery and awareness of anthropogenic amazonian dark earths (terra preta)”. 2015年9月24日時点のオリジナルよりアーカイブ。2024年1月3日閲覧。
3. ↑  Dufour, Darna L. (October 1990). “Use of Tropical Rainforests by Native Amazonians” (英語). BioScience 40 (9):  652–659. doi:10.2307/1311432. ISSN 0006-3568. JSTOR 1311432. "Much of what has been considered natural forest in Amazonia is probably the result of hundreds of years of human use and management." 
Rival, Laura (1993). “The Growth of Family Trees: Understanding Huaorani Perceptions of the Forest”. Man 28 (4):  635–652. doi:10.2307/2803990. JSTOR 2803990.
4. 1 2 3  Mao, J.-D.; Johnson, R. L.; Lehmann, J.; Olk, J.; Neeves, E. G.; Thompson, M. L.; Schmidt-Rohr, K. (2012). “Abundant and stable char residues in soils: implications for soil fertility and carbon sequestration” (英語). Environmental Science and Technology 46 (17):  9571–9576. Bibcode: 2012EnST...46.9571M. doi:10.1021/es301107c. PMID 22834642. "Terra Preta soils consist predominantly of char residues composed of ~6 fused aromatic rings"
5. ↑  Kleiner, Kurt (2009). The bright prospect of biochar : article : Nature Reports Climate Change. 1. pp. 72–74. doi:10.1038/climate.2009.48.
6. ↑  Cornell University (2006年3月1日). “Amazonian Terra Preta Can Transform Poor Soil into Fertile”. Science Daily (Rockville, MD)
7. ↑  Neves, E.G.; Bartone, R.N.; Petersen, J.B.; Heckenberger, M.J. (2001). The timing of Terra Preta formation in the central Amazon: new data from three sites in the central Amazon. p. 10
8. 1 2  “Historical Ecology and Future Explorations”. p. 484. 2024年1月3日閲覧。 in Lehmann et al. 2007
9. 1 2 3 4  Day, Danny (2004年). “Carbon negative energy to reverse global warming”.   Eprida. 2021年9月13日時点のオリジナルよりアーカイブ。2007年12月8日閲覧。
10. 1 2 3  Glaser, Bruno. “Terra Preta Web Site”. 2005年10月25日時点のオリジナルよりアーカイブ。2024年1月3日閲覧。
11. ↑  Glaser, Bruno (2007-02-28). “Prehistorically modified soils of central Amazonia: a model for sustainable agriculture in the twenty-first century” (英語). Philosophical Transactions of the Royal Society B: Biological Sciences 362 (1478):  187–196. doi:10.1098/rstb.2006.1978. ISSN 0962-8436.
12. ↑  Watkins and Griffiths, J. (2000). Forest Destruction and Sustainable Agriculture in the Brazilian Amazon: a Literature Review (Doctoral dissertation, The University of Reading, 2000). Dissertation Abstracts International, 15–17
13. ↑  Williams, M. (2006). Deforesting the Earth: From Prehistory to Global Crisis (Abridged ed.). Chicago, IL: The University of Chicago Press. ISBN 978-0-226-89947-3
14. ↑  Kawa, Nicholas C. (2016-05-10) (英語). Amazonia in the Anthropocene: People, Soils, Plants, Forests. University of Texas Press. ISBN 9781477308448
15. ↑  Silva, Lucas C. R.; Corrêa, Rodrigo Studart; Wright, Jamie L.; Bomfim, Barbara; Hendricks, Lauren; Gavin, Daniel G.; Muniz, Aleksander Westphal; Martins, Gilvan Coimbra et al. (2021-01-04). “A new hypothesis for the origin of Amazonian Dark Earths” (英語). Nature Communications 12 (1):  127. Bibcode: 2021NatCo..12..127S. doi:10.1038/s41467-020-20184-2. ISSN 2041-1723. PMC 7782733. PMID 33397930.
16. ↑  Mann 2005, p. 296.
17. ↑  Mann 2005.
18. ↑  Romero, Simon (2012年1月14日). “Once Hidden by Forest, Carvings in Land Attest to Amazon's Lost World”. The New York Times
19. 1 2  “Unnatural Histories - Amazon”.   BBC Four. 2024年1月3日閲覧。
20. ↑  Wilkinson, David (1 April 2016). “Amazonian Civilization?”. Comparative Civilizations Review 74:  1–15.
21. ↑  “Classification of Amazonian Dark Earths and other Ancient Anthropic Soils”. pp. 77–102. 2024年1月3日閲覧。 in Lehmann et al. 2007
22. ↑  Mann 2002 extract quoted here Archived 27 February 2008 at the Wayback Machine..
23. ↑  McMichael, C. H.; Palace, M. W; Bush, M. B.; Braswell, B.; Hagen, S.; Neves, E.G.; Silman, M. R.; Tamanaha, E. K. et al. (2014). “Predicting pre-Columbian anthropogenic soils in Amazonia”. Proceedings of the Royal Society B: Biological Sciences 281 (20132475):  1–9. doi:10.1098/rspb.2013.2475. PMC 3896013. PMID 24403329.
24. 1 2 3 4 5  Lehmann, J.; Pereira da Silva Jr., J.; Steiner, C.; Nehls, T.; Zech, W.; Glaser, Bruno (2003). “Nutrient availability and leaching in an archaeological Anthrosol and a Ferralsol of the Central Amazon basin: fertilizer, manure and charcoal amendments”. Plant and Soil 249 (2):  343–357. doi:10.1023/A:1022833116184.
25. ↑  Bechtold, G.. “Terra Preta Sites”. www.gerhardbechtold.com. 2018年8月4日閲覧。
26. ↑  Mann, Charles C. (4 February 2000). “Earthmovers of the Amazon”. Science 287 (5893):  1148–1152. doi:10.1126/science.321.5893.1148. PMID 18755950. Archaeological research in the Beni area, directly linked with the recent renewal of interest on terra preta, as well as photographs of experimental reconstructions of that mode of agriculture.
27. ↑  Walker, John H. (2011), "Amazonian Dark Earth and Ring Ditches in the Central Llanos de Mojos, Bolivia," Culture, Agriculture, Food and Environment, Vol 33, No 1, pp 2.
28. 1 2  Bechtold, Gerhard. “Gerhard Bechtold: Terra Preta”. www.gerhardbechtold.com. 2018年8月5日閲覧。
29. ↑  Harder, Ben (2006-03-04). “Smoldered-Earth Policy” (英語). Science News 169 (9):  133. doi:10.2307/3982299. ISSN 0036-8423. JSTOR 3982299.
30. ↑  Woods, William I.; McCann, Joseph M. (1999). “The Anthropogenic Origin and Persistence of Amazonian Dark Earths”. Yearbook. Conference of Latin Americanist Geographers 25:  7–14. ISSN 1054-3074.
31. 1 2 3 4 5 6  Glaser, Bruno; Haumaier, Ludwig; Guggenberger, Georg; Zech, Wolfgang (January 2001). “The 'Terra Preta' phenomenon: a model for sustainable agriculture in the humid tropics” (英語). Naturwissenschaften 88 (1):  37–41. Bibcode: 2001NW.....88...37G. doi:10.1007/s001140000193. ISSN 0028-1042. PMID 11302125. Cited in MAJOR, JULIE; STEINER, CHRISTOPH; DITOMMASO, ANTONIO; FALCAO, NEWTON P.S.; LEHMANN, JOHANNES (June 2005). “Weed composition and cover after three years of soil fertility management in the central Brazilian Amazon: Compost, fertilizer, manure and charcoal applications” (英語). Weed Biology and Management 5 (2):  69–76. doi:10.1111/j.1445-6664.2005.00159.x. ISSN 1444-6162.
32. 1 2 3 4  Glaser 2007.
33. 1 2  Hedges, J.I; Eglinton, G; Hatcher, P.G; Kirchman, D.L; Arnosti, C; Derenne, S; Evershed, R.P; Kögel-Knabner, I et al. (October 2000). “The molecularly-uncharacterized component of nonliving organic matter in natural environments”. Organic Geochemistry 31 (10):  945–958. Bibcode: 2000OrGeo..31..945H. doi:10.1016/s0146-6380(00)00096-6. ISSN 0146-6380.
34. ↑  Cited in Glaser 2007.
35. ↑  Stoffyn-Egli, P.; Potter, T.M.; Leonard, J.D.; Pocklington, R. (May 1997). “The identification of black carbon particles with the analytical scanning electron microscope: methods and initial results”. Science of the Total Environment 198 (3):  211–223. Bibcode: 1997ScTEn.198..211S. doi:10.1016/s0048-9697(97)05464-8. ISSN 0048-9697. Cited in Glaser 2007.
36. ↑  Kim, Sunghwan; Kaplan, Louis A.; Benner, Ronald; Hatcher, Patrick G. (December 2004). “Hydrogen-deficient molecules in natural riverine water samples—evidence for the existence of black carbon in DOM”. Marine Chemistry 92 (1–4):  225–234. Bibcode: 2004MarCh..92..225K. doi:10.1016/j.marchem.2004.06.042. ISSN 0304-4203. Cited in Glaser 2007.
37. ↑  “芳香族カルボン酸”. pigboat-don-guri131.ssl-lolipop.jp. 2024年1月5日閲覧。
38. 1 2  Glaser, B; Haumaier, L; Guggenberger, G; Zech, W (January 1998). “Black carbon in soils: the use of benzenecarboxylic acids as specific markers”. Organic Geochemistry 29 (4):  811–819. Bibcode: 1998OrGeo..29..811G. doi:10.1016/s0146-6380(98)00194-6. ISSN 0146-6380. Cited in Glaser 2007
39. ↑  Woods, William I.; McCann, Joseph M. (1999). “The Anthropogenic Origin and Persistence of Amazonian Dark Earths”. Yearbook. Conference of Latin Americanist Geographers 25:  7–14. JSTOR 25765871. Cited in Marris 2006
40. ↑  Lehmann, Johannes; Liang, Biqing; Solomon, Dawit; Lerotic, Mirna; Luizão, Flavio; Kinyangi, James; Schäfer, Thorsten; Wirick, Sue et al. (2005-02-16). “Near-edge X-ray absorption fine structure (NEXAFS) spectroscopy for mapping nano-scale distribution of organic carbon forms in soil: Application to black carbon particles” (英語). Global Biogeochemical Cycles 19 (1):  GB1013. Bibcode: 2005GBioC..19.1013L. doi:10.1029/2004gb002435. ISSN 0886-6236.
41. ↑  
“Organic chemistry studies on Amazonian Dark Earths”. 2024年1月3日閲覧。 in Lehmann et al. 2007
42. ↑  Brodowski, S.; Rodionov, A.; Haumaier, L.; Glaser, B.; Amelung, W. (September 2005). “Revised black carbon assessment using benzene polycarboxylic acids”. Organic Geochemistry 36 (9):  1299–1310. Bibcode: 2005OrGeo..36.1299B. doi:10.1016/j.orggeochem.2005.03.011. ISSN 0146-6380.
43. 1 2 3  Glaser, Bruno; Haumaier, Ludwig; Guggenberger, Georg; Zech, Wolfgang (2018-08-04). Stability of soil organic matter in Terra Preta soils Stabilité de la matière organique dans les sols de Terra Preta. Institut de Sciences des Sols, University of Bayreuth.
44. 1 2  Zech, W.; Haumaier, L.; Hempfling, R. (1990). “Ecological aspects of soil organic matter in tropical land use”. In MacCarthy, Patrick (英語). Humic substances in soil and crop sciences: selected readings : proceedings of a symposium cosponsored by the International Humic Substances Society ... Chicago, Illinois, 2 December 1985. American Society of Agronomy and Soil Science Society of America. pp. 187–202. ISBN 9780891181040 Cited in Glaser 2007.
45. ↑  Steiner, Christoph. Plant nitrogen uptake doubled in charcoal amended soils. Energy with Agricultural Carbon Utilization Symposium, 2004.
46. ↑  Lehmann, Johannes; Silva Junior, José; Rondon, Marco; Manoel Da Silva, Cravo; Greenwood, Jaqueline; Nehls, Thomas; Steiner, Christoph; Glaser, Bruno (2002-01-01). Slash and Char: a feasible alternative for soil fertility management in the Central Amazon?.
47. ↑  Günther, Folke. “Folke Günther on ecological design,thermodynamics of living systems,ecological engineering, nutrient recycling and oil depletion”. www.holon.se. 2018年8月5日閲覧。
48. ↑  Wilson, Kelpie (2020-02-01). The Biochar Cookbook: Practical Guidelines and Recipes for Making and Using Biochar – Volume I. p. 14—19
49. ↑  Pietikainen, Janna; Kiikkila, Oili; Fritze, Hannu (May 2000). “Charcoal as a habitat for microbes and its effect on the microbial community of the underlying humus” (英語). Oikos 89 (2):  231–242. doi:10.1034/j.1600-0706.2000.890203.x. ISSN 0030-1299. Cited in Glaser 2007.
50. ↑  Kopytko, M.; Chalela, G.; Zauscher, F. (2002). “Biodegradation of two commercial herbicides (Gramoxone and Matancha) by the bacteria Pseudomonas putida”. Electronic Journal of Biotechnology 5 (2):  182–195. doi:10.2225/vol5-issue2-fulltext-1. Cited in Glaser 2007.
51. ↑  Sombroek 1966, p. 283 Cited in Glaser 2007.
52. ↑  Lehmann, Johannes.som 
"Site Terra Preta de Índio - Soil Biogeochemistry", Cornell University.
53. ↑  
Jean-François Ponge; Stéphanie Topoliantz; Sylvain Ballof; Jean-Pierre Rossi; Patrick Lavelle; Jean-Marie Betsch; Philippe Gaucher (2006). “Ingestion of charcoal by the Amazonian earthworm Pontoscolex corethrurus: a potential for tropical soil fertility” (PDF). Soil Biology and Biochemistry 38 (7):  2008–2009. doi:10.1016/j.soilbio.2005.12.024.
54. ↑  Bidstrup, Scott (2009年). “Soil Carbonization and Its Implications” (英語). scholar.lib.vt.edu. 2024年1月5日閲覧。
55. ↑  Reddy, N. Sai Bhaskar. “Terra Preta Roof-Top Experiments”. 2024年1月3日閲覧。
56. 1 2  Chia, C., Munroe, P., Joseph, S. and Lin, Y. 2010. Microscopic characterisation of synthetic Terra Preta. Soil Research, 48 (7), pp. 593—605
57. ↑  Lehmann, Johannes. “Terra Preta de Indio”. www.css.cornell.edu. 2018年8月7日閲覧。
58. ↑  Adams, M. (2013), Securing soil through carbon., Sydney: University of Sydney
59. ↑  Rahman, M. Mizanur (2013-05-15). “Nutrient-Use and Carbon-Sequestration Efficiencies in Soils from Different Organic Wastes in Rice and Tomato Cultivation” (英語). Communications in Soil Science and Plant Analysis 44 (9):  1457–1471. doi:10.1080/00103624.2012.760575. ISSN 0010-3624.
60. ↑  Cunha, Tony Jarbas Ferreira; Madari, Beata Emoke; Canellas, Luciano Pasqualoto; Ribeiro, Lucedino Paixão; Benites, Vinicius de Melo; Santos, Gabriel de Araújo (February 2009). “Soil organic matter and fertility of anthropogenic dark earths (Terra Preta de Índio) in the Brazilian Amazon basin”. Revista Brasileira de Ciência do Solo 33 (1):  85–93. doi:10.1590/S0100-06832009000100009. ISSN 0100-0683.
61. ↑  Mann, Charles C. (2008年9月). “Our Good Earth”. National Geographic Magazine. 2008年8月19日時点のオリジナルよりアーカイブ。2024年1月3日閲覧。
62. ↑  “Lucerne Tree Information” (英語). Lucerne Tree Farm (2012年1月28日). 2024年1月5日閲覧。
63. ↑  “Embrapa Amazônia Ocidental - Portal Embrapa”. www.cpaa.embrapa.br. 2018年2月14日閲覧。
64. ↑  “Sachamama Center – for Biocultural Regeneration” (英語). 2024年1月5日閲覧。
65. ↑  “Sachamama”. 2016年1月25日時点のオリジナルよりアーカイブ。2016年1月20日閲覧。
66. ↑  “Verfahren zur herstellung von humus- und nährstoffreichen sowie wasserspeichernden böden oder bodensubstraten für nachhaltige landnutzungs- und siedlungssysteme”. 2024年1月3日閲覧。
67. ↑  Otterpohl, R.; Reckin, J.; Pieplow, H.; Buzie, C.; Bettendorf, T.; Factura, H. (2010). “Terra Preta sanitation: re-discovered from an ancient Amazonian civilisation – integrating sanitation, bio-waste management and agriculture”. Water Science and Technology 61 (10):  2673–2679. doi:10.2166/wst.2010.201. PMID 20453341.